# Toyota Sera
Toyota Sera – sportowy samochód osobowy produkowany przez japońską firmę Toyota w latach 1990-1996 z przeznaczeniem na rynek rodzimy. Dostępny wyłącznie jako 2-drzwiowe coupé. Do napędu użyto benzynowego silnika R4 o pojemności 1,5 l generującego moc 110 KM. Napęd przenoszony był na oś przednią poprzez 5-biegową manualną skrzynię biegów.

## Dane techniczne ('01 R4 1.5)

### Silnik
- R4 1,5 l (1497 cm³), 4 zawory na cylinder, DOHC
- Układ zasilania: wtrysk
- Średnica cylindra × skok tłoka: 74,00 mm × 87,00 mm
- Stopień sprężania: 9,8:0
- Moc maksymalna: 110 KM (81 kW) przy 6400 obr./min
- Maksymalny moment obrotowy: 132 N•m przy 5200 obr./min

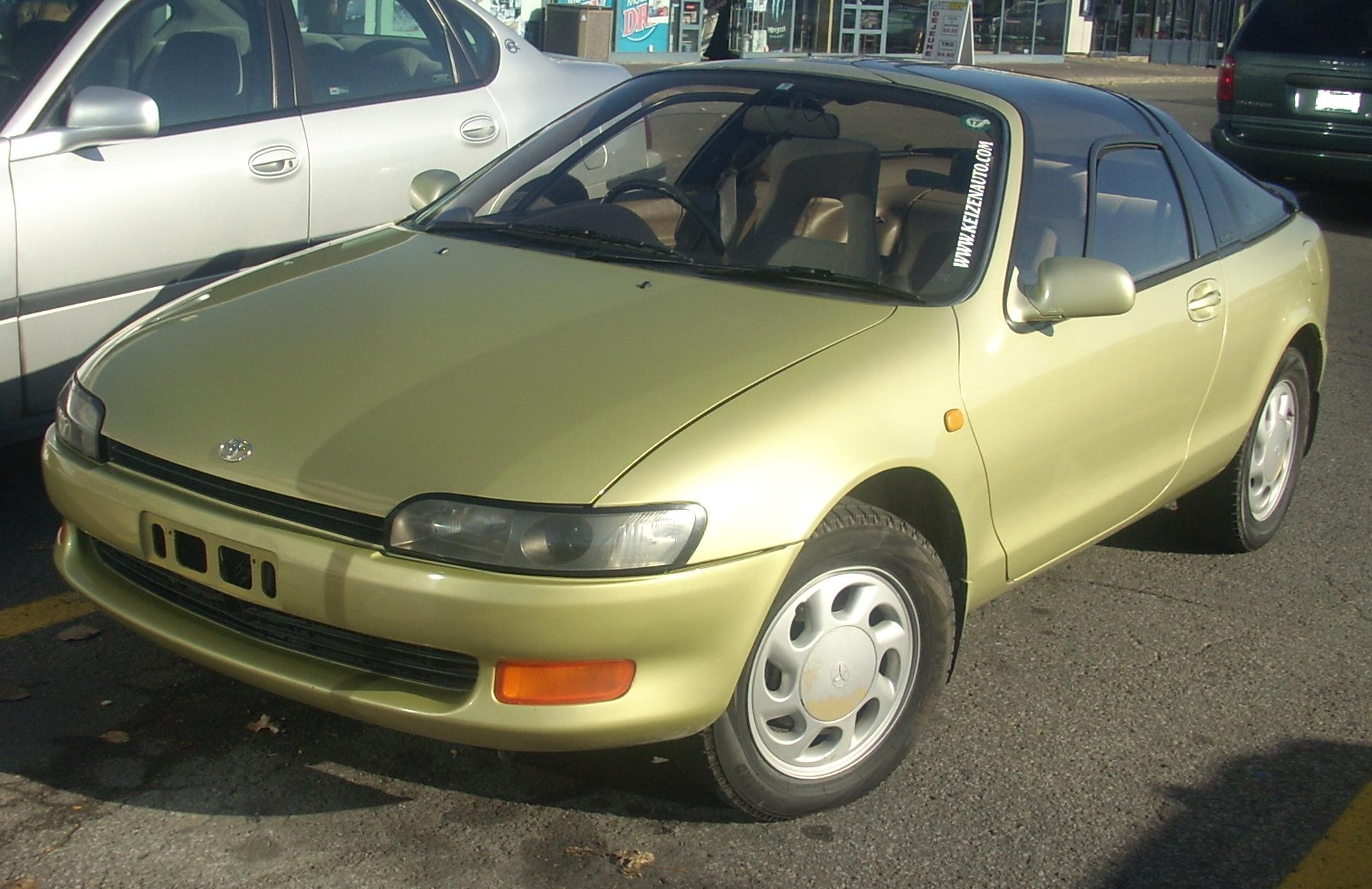

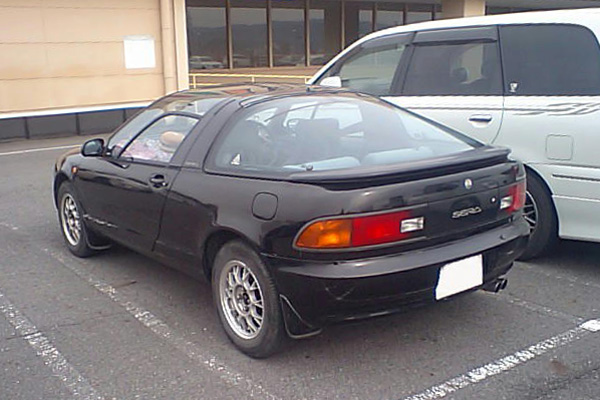
Tył nadwozia

- Prędkość maksymalna: 195 km/h